# Lei Federal do Brasil 2004 de 1953
A Lei n.º 2004 é uma lei aprovada pelo Congresso Nacional e sancionada pelo presidente Getúlio Vargas pela qual foi criada a Petrobras e a regulação do setor petrolífero.

## História
Foi sancionada pelo presidente brasileiro Getúlio Vargas em 3 de outubro de 1953. A lei dispôs sobre a política nacional do petróleo, instituiu a Sociedade Anônima (Petrobras) e definiu - entre outras - as atribuições do Conselho Nacional do Petróleo. Estabeleceu assim o monopólio estatal do petróleo que significava o monopólio da União na exploração, produção, refino e transporte do petróleo no Brasil, e criou a Petrobras.

O Congresso acaba de consubstanciar em lei o plano governamental para a exploração do nosso petróleo. A Petrobras assegurará não só o desenvolvimento da indústria petrolífera nacional, como contribuirá decisivamente para limitar a evasão de nossas divisas. Constituída com capital, técnica e trabalho exclusivamente brasileiros, a Petrobras resulta de uma firme política nacionalista no terreno econômico, já consagrada por outros arrojados empreendimentos cuja visibilidade sempre confiei".
É portanto, com satisfação e orgulho patriótico que hoje sancionei o texto da lei aprovada pelo Poder Legislativo e que constitui novo marco da nossa independência econômica.Getúlio Vargas
A lei n.º 2004 foi revogada em 1997 pelo presidente Fernando Henrique Cardoso, que sancionou a Lei do Petróleo (Lei nº 9.478 de 1997). A nova lei manteve o monopólio estatal do petróleo, abrindo, porém, as atividades da indústria petrolífera a "empresas constituídas sob as leis brasileiras, com sede e administração no País" (conforme o art. 5°), mediante concessão, autorização ou contratação sob o regime de partilha de produção. A partir daí foram criadas a Agência Nacional do Petróleo (ANP), responsável pela regulação, fiscalização e contratação das atividades do setor, e o Conselho Nacional de Política Energética, órgão encarregado de formular a política pública de energia. Posteriormente, a Lei n° 9478/1997 foi modificada pela Lei n° 12.351, de dezembro de 2010, que dispõe sobre a exploração de hidrocarbonetos da camada pré-sal.